# 戈塔伦杜拉
戈塔伦杜拉，是西班牙卡斯蒂利亚-莱昂阿维拉省的一个市镇。 总面积11km2, 总人口171人（2001年），人口密度16人/km2。